# Boione

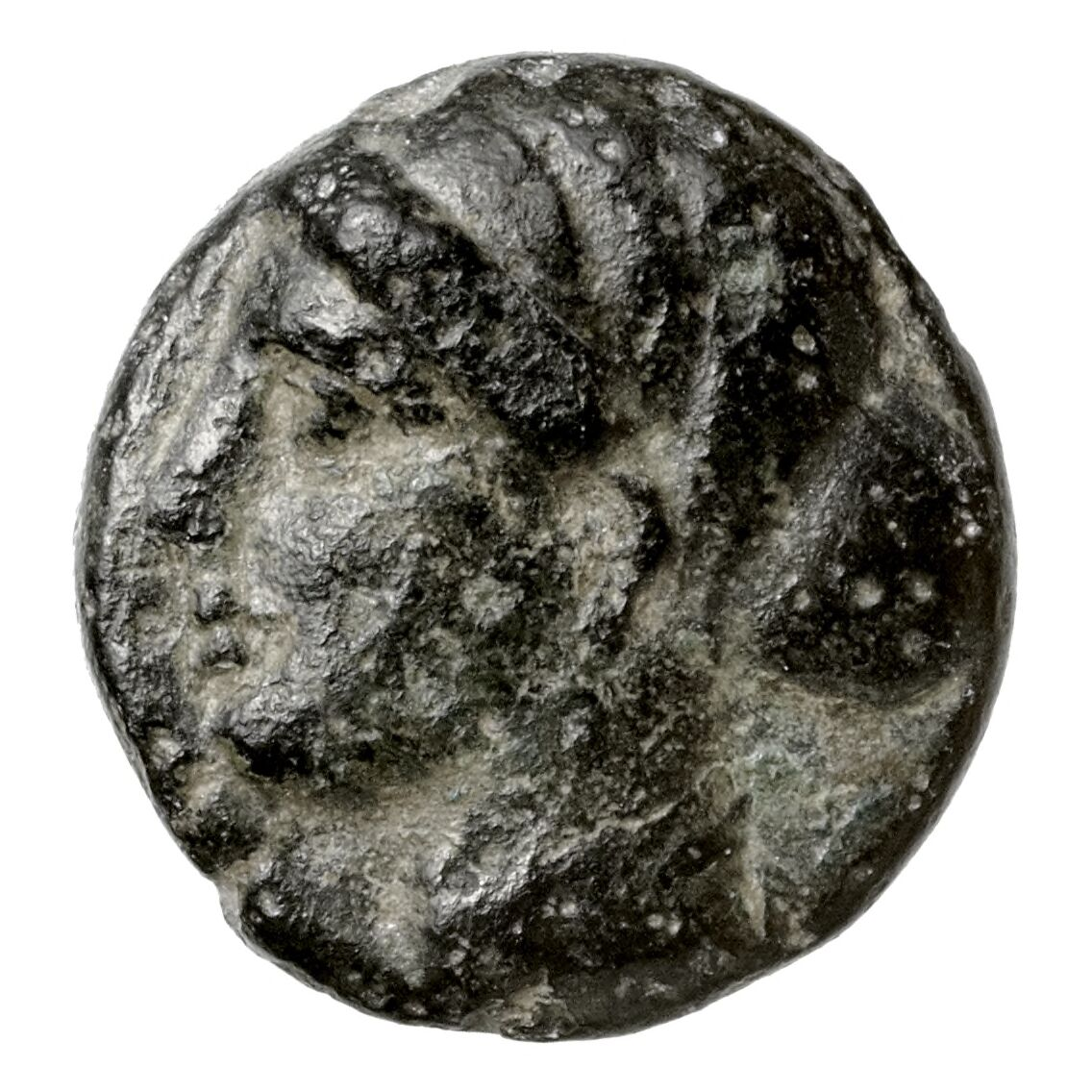
Münze der Stadt Boione, Vorderseite (Avers) mit dem Kopf einer weiblichen Gestalt

Boione (altgriechisch Βοιωνή) war eine antike Stadt in der kleinasiatischen Landschaft Aiolis, an der Westküste der heutigen Türkei. Zu Boione existieren weder literarische noch inschriftliche Quellen aus der Antike. Der Name der Stadt ist daher nur von Münzen bekannt, die auf das 4. Jahrhundert v. Chr. datiert werden. Auf diesen erscheinen als Legende die Aufschriften „ΒΟΙΩΝΙΤΙΚΟΝ“ oder (deutlich seltener) „ΒΟΙΩΝΙΤΗΣ“. Zweitere leitet sich wohl von dem Namen eines kleinen Flusses namens Boionites her, der nach der Stadt Boione benannt war.

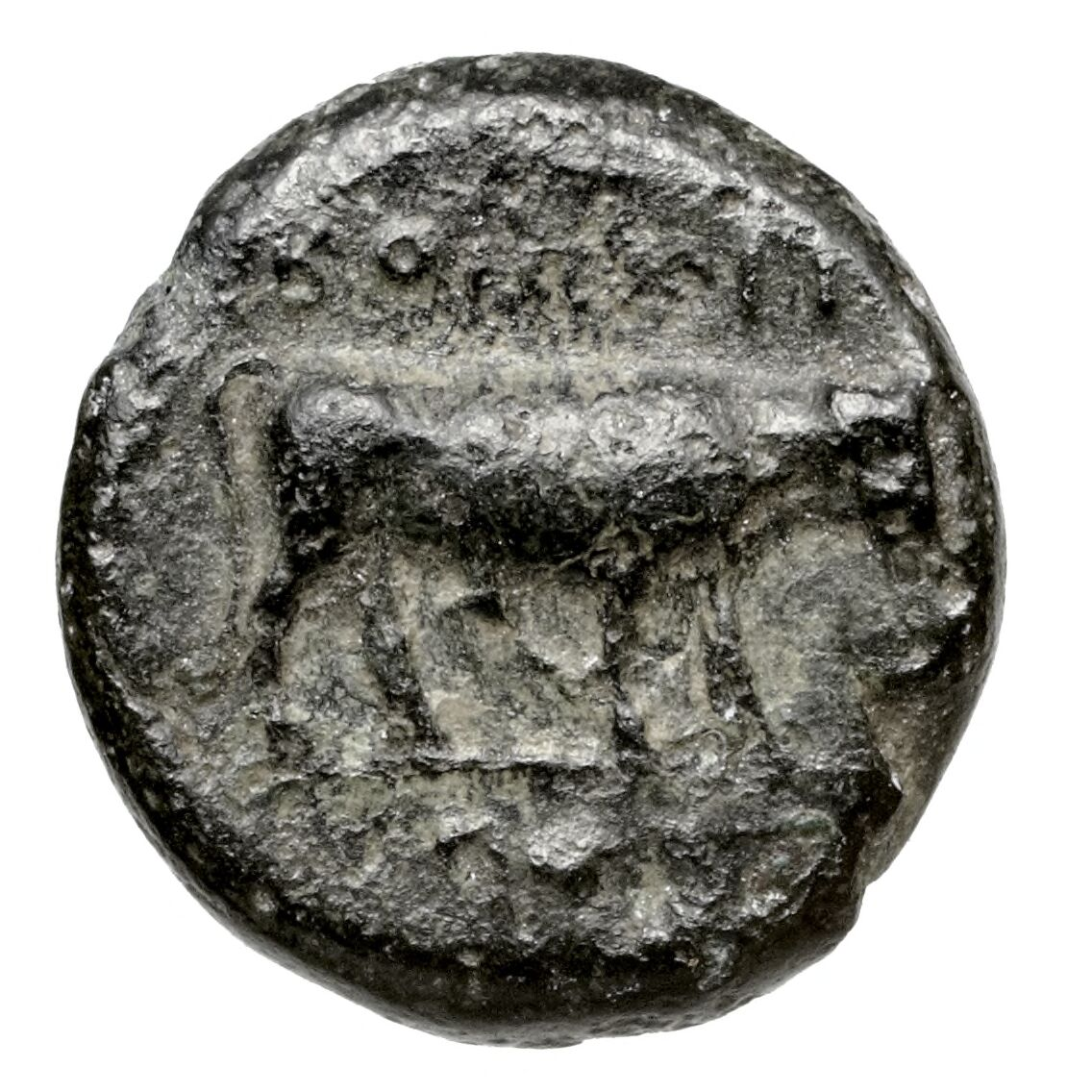
Münze der Stadt Boione, Rückseite (Revers) mit Darstellung eines Rindes

Die meisten Münzen von Boione wurden im Tal des Flusses Hermos (heute Gediz) gefunden, was einen Hinweis auf die Lage der antiken Stadt geben dürfte. Verschiedene Übereinstimmungen in Inhalt und Gestaltung der Münzen deuten darauf hin, dass Larisa am Hermos eine Nachbarstadt von Boione war. Helmut Engelmann vermutete aufgrund einer Inschrift aus Phokaia, dass diese Stadt ebenfalls ein direkter Nachbar von Boione gewesen sei. Diese Annahme wurde auch für den Barrington Atlas of the Greek and Roman World übernommen. Allerdings ist die Lesung der phokaiischen Inschrift keineswegs eindeutig, sodass auch die direkte Nachbarschaft Boiones zu Phokaia nicht gesichert ist.
Der Name Boione könnte von dem griechischen Wort βῶς („Rind“) herrühren. Von diesem Begriff leiten sich einige griechische Ortsnamen her, die sich in der Regel auf die lokale Viehzucht bezogen. Im frühen Hellenismus (spätes 4. oder 3. Jahrhundert v. Chr.) scheint Boione – genau wie das benachbarte Larisa – an Bedeutung verloren zu haben. Schließlich wurden beide Ortschaften dem Territorium der bedeutenderen Stadt Kyme zugeschlagen.